# 548-я пехотная дивизия (вермахт)
548-я пехотная дивизия (нем. 548. Grenadier-Division) — тактическое соединение сухопутных войск нацистской Германии периода Второй мировой войны.

## История
548-я пехотная дивизия была сформирована 11 июля 1944 года как «заградительная дивизия» в 4-м военном округе во время 29-й волны мобилизации Вермахта.
После завершения комплектования и подготовки, дивизия вошла в состав 12-го армейского корпуса СС. 9 октября 1944 года дивизия была переименована в 548-ю народную пехотную дивизию. В этот период дивизия находилась в Литве. В конце октября дивизия с боями отошла в Восточную Пруссию, где оборонялась от наступающих советских войск на протяжении шести месяцев.
548-я народная пехотная дивизия была уничтожена советскими войсками в районе Пиллау и Кёнигсберга в апреле 1945 года.

## Местонахождение
- с июля по октябрь 1944 (Литва)
- с октября 1944 по апрель 1945 (Восточная Пруссия)

## Подчинение
- 12-й армейский корпус СС 3-й танковой армии группы армий «Центр» (август — октябрь 1944)
- 9-й армейский корпус 3-й танковой армии группы армий «Висла» (октябрь 1944 — апрель 1945)

## Командиры
- генерал-майор Эрих Зюдау (11 июля 1944 — 7 апреля 1945)

## Состав
- 1094-й пехотный полк (Grenadier-Regiment 1094)
- 1095-й пехотный полк (Grenadier-Regiment 1095)
- 1096-й пехотный полк (Grenadier-Regiment 1096)
- 1548-й артиллерийский полк (Artillerie-Regiment 1548)
- 1548-й противотанковый дивизион (Panzerjäger-Abteilung 1548)
- 548-я стрелковая рота (Füsilier-Kompanie 548)
- 548-й батальон связи (Nachrichten-Abteilung 548)
- 1548-й отряд материального обеспечения (Nachschubtruppen 1548)
- 1548-й полевой запасной батальон (Feldersatz-Bataillon 1548)